# The Missing Piece
The Missing Piece (в переводе с англ. — «недостающий фрагмент» / «недостающая пьеса») — десятый альбом британской рок-группы Gentle Giant, выпущенный лейблом Chrysalis Records в 1977 году.

## Список композиций
Все композиции сочинены Кери Минниаром, Дереком Шульманом и Реем Шульманом.
1. Two Weeks In Spain — 3:00
2. I’m Turning Around — 3:54
3. Betcha Thought We Couldn’t Do It — 2:20
4. Who Do You Think You Are? — 3:33
5. Mountain Time — 3:19
6. As Old As You’re Young — 4:19
7. Memories Of Old Days — 7:45
8. Winning — 4:12
9. For Nobody — 4:00
  - только на юбилейном выпуске
10. For Nobody (Live)

## Участники записи
На обложке альбома используемые инструменты не указаны.
- Гэри Грин
- Кери Минниар
- Дерек Шульман
- Рей Шульман
- Джон Уэзерс